# منتج قائم على التكنولوجيا الأحيائية
المنتج القائم على التكنولوجيا الأحيائية يعرف من قبل وزير الزراعة في الولايات المتحدة في قانون الأمن الزراعي والأستثمار الريفي لعام 2002 كالاّتى: "المصطلح" منتج قائم على التكنولوجيا الأحيائيه أو على اساس بيولوجي " هو منتج يحدده وزير الزراعة ليكون منتج تجاري أو صناعي (غير ذلك من المواد الغذائية أو الطعام) التي تتكون كليًا أو جزئيًا من المنتجات البيولوجية أو المواد الزراعية المحلية المتجددة (بما في ذلك المواد النباتية والحيوانية والبحرية) أو مواد الغابات أو مواد وسيطة.